# 闊葉麥門冬
闊葉麥門冬（学名：Liriope platyphylla）为百合科麥門冬屬下的一个种。

## 扩展阅读
- 維基物種上的相關：闊葉麥門冬